# استن سوویو
استن سوویو (انگلیسی: Sten Suvio؛ ۲۵ نوامبر ۱۹۱۱ – ۱۹ اکتبر ۱۹۸۸) بوکسور اهل فنلاند بود.
وی در مسابقات کشوری و بین‌المللی در مجموع برندهٔ ۱ مدال طلا شده‌است.